# Qwai
QWAI（クワイ）は、2006年に結成された日本のロックバンドである。2010年2月にソニー・ミュージックレコーズよりメジャーデビューした。メンバー全員、山梨県甲府市出身。

## メンバー
- 大久保良一（おおくぼ りょういち）
  - ボーカル・ギター担当。
- 雨宮鉄也（あめみや てつや）
  - ドラム担当。THE NO EARのメンバーでもある。
- 井上雄太（いのうえ ゆうた）
  - ベース・コーラス担当。
- 永田利之（ながた としゆき）
  - ギター・コーラス担当。

## 来歴
2006年
- 4月 - Nietzsche（ニーチェ）結成。

2008年
- 4月 - バンド名をQwai（クワイ）に変更。
- 10月22日 - インディーズレーベル・U-PROJECTからアルバム「シキサイ」でインディーズデビュー。

2009年
- - 6月24日 - インディーズレーベル・インディーズ・メーカーからミニアルバム「エンディング」をリリース。

2010年
- 2月24日 - ソニー・ミュージックレコーズ（gr8! records）から1stシングル「サヨナラの空」でメジャーデビュー。
- 2月27日 - 甲府KAZOO HALLでメジャーデビュー後、初のワンマンライブ開催。

2011年
- 3月2日 - 1stミニアルバム「メランコリー」をリリース。[注 1]
- 7月27日 - 2ndミニアルバム「sign」をリリース。今まで使っていたQwai表記から全て大文字のQWAI表記へ変更。

2012年
- 4月25日 - 1stフルアルバム「約束」をリリース。
- 6月15日 - 「約束」ツアー最終日を以って、充電期間に入る[1]。

## バンド名の由来
甲府の名称、甲斐の国の甲斐をもじった造語である。

## 作品

### インディーズ
| 枚  | 発売日         | タイトル     | 規格品番  |
| --- | -------------- | ------------ | --------- |
| 1st | 2008年10月22日 | シキサイ     | QWAI-0001 |
| 2nd | 2009年6月24日  | エンディング | QWAI-0002 |

### デモCD
| 枚  | タイトル                 | 備考     |
| --- | ------------------------ | -------- |
| 1st | 1st Demo (Nietzsche名義) | 販売終了 |
| 2nd | 2nd Demo                 | 販売終了 |
| 3rd | 3rd Demo『サクラ』       | 販売終了 |

### メジャー

#### シングル
| 枚  | 発売日        | タイトル     | 規格品番                                                        |
| --- | ------------- | ------------ | --------------------------------------------------------------- |
| 1st | 2010年2月24日 | サヨナラの空 | 銀魂盤：SRCL-7225 初回生産限定盤：SRCL-7222/3 通常盤：SRCL-7224 |
| 2nd | 2010年8月4日  | 少年         | 初回生産限定盤：SRCL-7337/8 通常盤：SRCL-7339                   |

#### アルバム

##### ミニアルバム
| 枚  | 発売日        | タイトル     | 規格品番                                      |
| --- | ------------- | ------------ | --------------------------------------------- |
| 1st | 2011年3月2日  | メランコリー | 初回生産限定盤：SRCL-7571/2 通常盤：SRCL-7573 |
| 2nd | 2011年7月27日 | sign         | 初回生産限定盤：SRCL-7708/9 通常盤：SRCL-7710 |

##### フルアルバム
| 枚  | 発売日        | タイトル | 規格品番                                    |
| --- | ------------- | -------- | ------------------------------------------- |
| 1st | 2012年4月25日 | 約束     | 初回生産限定盤：SRCL-7951 通常盤：SRCL-7953 |

## タイアップ一覧
| 使用年 | 曲名         | タイアップ                                                        |
| ------ | ------------ | ----------------------------------------------------------------- |
| 2010年 | サヨナラの空 | テレビ東京系アニメ『銀魂』エンディングテーマ（第190話 - 第201話） |
| 2010年 | サヨナラの空 | 携帯電話「Sony Ericsson」CMソング                                 |
| 2011年 | time         | ヴァンフォーレ甲府 公認応援ソング                                 |

### ヘビーローテーション/パワープレイ

#### テレビ
| 使用年 | 曲名 | ヘビーローテーション/パワープレイ                                  |
| ------ | ---- | ------------------------------------------------------------------ |
| 2010年 | 少年 | 日本テレビ系『音龍門』Baby Dragon's Gate / Dragon Push Artist #032 |

#### その他
| 使用年 | 曲名 | ヘビーローテーション/パワープレイ                 |
| ------ | ---- | ------------------------------------------------- |
| 2010年 | 少年 | アメーバブログサイト内「pascom」8月上期POWER DROP |

## 出演

### ラジオ番組
- 「FROM BACK STAGE」（FM-FUJI／2008年10月 - 2011年12月30日）[注 2]

### 過去
- FM-FUJI ARTIST SPECIAL FEATURING "Qwai" （FM-FUJI　2010年9月11日）

## その他

### ライブ
主に甲府KAZOO HALLを拠点に全国各地のライブハウス等で対バン形式で出演しているが、『An Invisible Library』の公演名として不定期に自主（主催）公演することがある。